# Анджапаридзе, Георгий Андреевич
Гео́ргий Андре́евич Анджапари́дзе (21 апреля 1943, Москва — 22 мая 2005, Москва) — советский и российский переводчик, литературный критик, литературовед. Кандидат филологических наук (1973). Заслуженный работник культуры РСФСР (1991). Крупнейший теоретик жанра детективной литературы. Знаковая фигура отечественного книгоиздания доперестроечной поры, главный редактор издательства «Радуга», директор «Художественной литературы» (1987—1996), составитель сборников и автор статей о творчестве Ивлина Во, Уильяма Голдинга, Олдоса Хаксли, Кейта Уотерхауса и др.

## Биография
Родился в апреле 1943 года, в тот день, когда в Москве закончились бомбёжки. Отца своего не знал, но предполагал, что фамилия его — Монигетти.
С молодых лет пользовался ортопедической обувью.
Окончил филологический факультет (1967) и аспирантуру МГУ. В 1973 году защитил диссертацию на соискание учёной степени кандидата филологических наук по теме «Сатирические романы Эвелина Во» (специальность 10.01.05 — литература народов Европы, Америки и Австралии).
Преподавал на филологическом факультет МГУ (1970—1972), работал в издательстве «Прогресс» (1972—1976), в ИМЛИ (1976—1982). Главный редактор издательства «Радуга» (1982—1987).
Член КПСС с 1970 года. По распространённому мнению, был привлечён к сотрудничеству с КГБ.
В начале карьеры, по собственному остроумному признанию, стал широко известен как «тот самый Анджапаридзе, от которого убежал Кузнецов»: в августе 1969 в качестве переводчика сопровождал автора «Бабьего яра» в лондонскую командировку (якобы с целью сбора материалов для написания книги о II съезде РСДРП к приближавшемуся 100-летнему юбилею Ленина), — к ужасу аспиранта-филолога Кузнецов исчез, — выяснилось, что советский писатель попросил политического убежища в Великобритании.

«Когда обнаружилось, что Кузнецов остался, Анджапаридзе, как рассказывают, заявил корреспондентам: „Господа, я больше никогда не увижу Англию!“. Но ему повезло: он увидел Англию, и не раз: Георгий Анджапаридзе сделал неплохую карьеру, на время став директором крупнейшего издательства „Художественная литература“, и в этом качестве не однажды выезжал за границу».

Наталия Трауберг:

«Но и вообще он много знал, занятно говорил и, по определению тех лет, не был ни снобом, ни жлобом. (…) Гога быстро пошёл вверх по ступеням издательств. Едва перевалив за 30, он стал главным редактором „Радуги“; в сорок с небольшим — директором „Художественной литературы“. Естественно, это не одобряли… Вообще, он был выездным и даже сопровождал туристические группы — ну что тут скажешь! Мне он долго объяснял, как что было, и я очень жалела его. Те же, кто осуждал, спокойно пользовались его помощью, а самые антисоветские пили с ним как ни в чём не бывало».

С приходом «новых методов хозяйствования» способствовал, по распространённому мнению, закату и гибели «Худлита»:

«Георгий Анджапаридзе без стеснения признавался в кругу новых единомышленников, что горд ролью, которую он сыграл в уничтожении издательского монстра».

В 1990-е гг. активно сотрудничал с издательством «Вагриус».
С 1999 года был редактором — и даже, по некоторым свидетельствам, — «литературным негром» писателя Виктора Доценко, автора серии романов о Савелии Говоркове, по кличке «Бешеный».
По оценкам современников, Георгий Анджапаридзе, — непревзойдённый «знаток английской литературы», «энциклопедически образованный, давший путёвку в жизнь многим книгам британских писателей на русском языке», «эрудит, анекдотчик», «человек фантастического остроумия и артистизма, шутки которого ходили в литературной Москве по кругу», «настоящий денди, элегантный, в неизменной бабочке», «английский лорд», раблезиански «сочный, колоритный, красочный персонаж нашей литературной жизни», «человек-праздник», «жизнелюб, неизменно окружённый сонмом юных поклонниц, замечательный товарищ и умный, блистательный собеседник».

## Интересные факты
- В американском фильме «Русский дом» (1990, по одноимённому роману Джона Лё Карре, сценарий Тома Стоппарда), обыгрывающим тесную работу секретных спецслужб и «книжного дела», — Георгий Анджапаридзе, теоретик детектива и директор «Худлита», был приглашён на знаковую роль связанного с КГБ московского книгоиздателя Юрия, и — «буквально и подробно сыграл самого себя»[10]: «жуир, бонвиван, одна из самых ярких фигур циничной эпохи конца 70-х, всеобщий любимец и недвусмысленный стукач, друг множества британских писателей (в частности Алана Силлитоу) и могильщик издательства „Художественная литература“»[10].
- По легенде[2][4], именно на премьере «Русского дома» в кинотеатре «Октябрь», Георгий Андреевич упал со сцены: «в итоге — перелом шейки бедра, на долгие годы приковавший его к постели»[4]. После трагической травмы — Анджапаридзе прекратил директорствовать в «Худлите» (1996 год): «просто написал заявление и ушёл на инвалидность»[2].
- В последние годы жизни, борясь с врождённым и усилившимся после травмы недугом, — хромотой, проводил на прекрасном английском своего рода «ликбез по России», — совершал, в частности, летние поездки на теплоходе с американскими туристами[2].
- В ноябре 2000 года поставил свою подпись (вместе с А.Битовым, Е.Рейном, И.Ратушинской, Ю.Мориц, В.Пьецухом, С.Ломинадзе, Н.Нимом, З.Богуславской, Ю.Ряшенцевым, Ю.Крелиным, К.Кедровым, А.Парнисом, А.Вознесенским и др.) под письмом Русского Пен-центра в Военную коллегию Верховного суда РФ c требованием «прекращения уголовного дела Григория Пасько в связи с отсутствием состава преступления и возбуждения дела против ФСБ ТОФ за привлечение к суду заведомо невиновного»[11].

## Адреса в Москве
- Кривоколенный переулок[2].